# オネーギン (バレエ)
『オネーギン』（Onegin）は、1965年にドイツのシュトゥットガルトで初演された3幕6場のバレエ作品である。振付・台本はジョン・クランコ。音楽はチャイコフスキーのピアノ曲などをクルト＝ハインツ・シュトルツェが編曲して集成した。
物語はロシアの小説家プーシキンによる韻文小説『エフゲニー・オネーギン』に基づく。この作品ではオペラ『エフゲニー・オネーギン』の曲を全く使用せず、チャイコフスキーの他の楽曲を用いているのが特徴である。クランコの代表作であり、物語色の強いバレエの傑作としてバレエ史の中でも名高い。

## 概要
クランコは1952年に、英国のサドラーズ・ウェルズ劇場で上演されたオペラ 『エフゲニー・オネーギン』 のバレエ部分を振付けた経験があり、以来プーシキンの小説に興味を抱いていた。1964年、ボリショイ・オペラによる『エフゲニー・オネーギン』が映像化されて西側で公開されると、これに触発されてバレエ化を決意するに至った。
当初はオペラ曲を編曲して使うことを考えており、英国ロイヤル・バレエ団でヌレエフとフォンテインを主役とする作品として話が進んでいたが、オペラ楽曲をバレエに使用するのは前例がないとしてロイヤル・オペラ・ハウスの首脳陣に却下された。自らが所属していたシュトゥットガルトでも同様の結論が下されたため、音楽はシュトルツェに依頼してチャイコフスキーの様々な楽曲を編曲して用いることになった。
シュトルツェは、『四季』作品37bなどのピアノ曲を全体の3/4ほどに使い、その他はオペラ『チェレヴィチキ』のオクサーナのアリア、幻想曲『フランチェスカ・ダ・リミニ』などを細かく分けて数か所で使うなど苦心の末、全幕物に仕上げた。ほとんどは移調した上にリズムも変えてあり、またチャイコフスキーによく見られるオーケストレーションから逸脱しないように気をつけたという。
衣装と装置はクランコの『ロミオとジュリエット』も手がけたユルゲン・ローゼが担当し、マリシア・ハイデのタチヤーナ、レイ・バッラ（Ray Barra）のオネーギン役で、1965年4月13日にシュトゥットガルトで初演された。この作品はそのままシュトゥットガルト・バレエ団の十八番となった。

## あらすじ

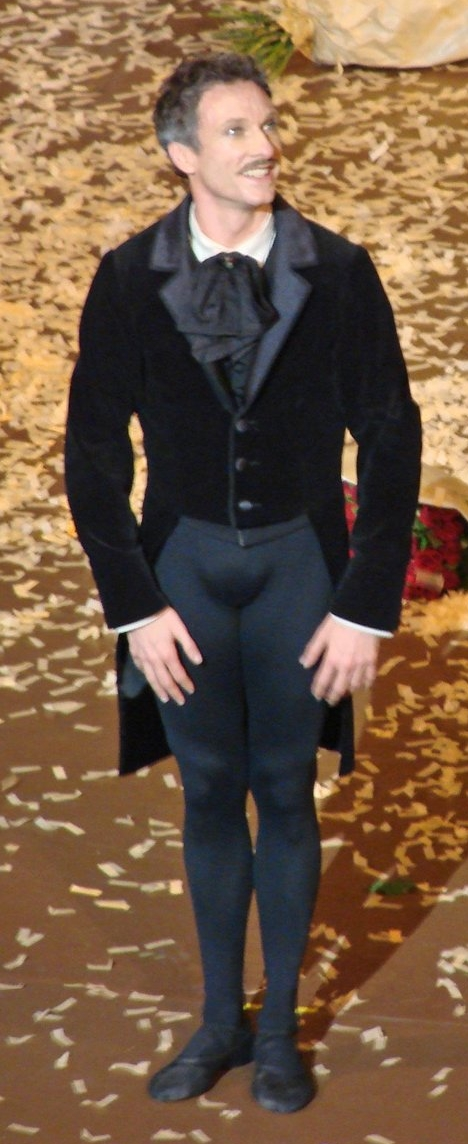
オネーギンに扮したマニュエル・ルグリ（オペラ座）

| 主な登場人物 |         |                                             |
| タチヤーナ   | Tatjana | ラーリン家の令嬢                            |
| オリガ       | Olga    | タチヤーナの妹                              |
| レンスキー   | Lenski  | オリガの婚約者。                            |
| オネーギン   | Onegin  | レンスキーの親友。社交界で 今を時めく青年。 |

### 第1幕
19世紀前半のロシア。2人の未婚の令嬢がいるラーリン家では、来るべきタチヤーナの誕生日に備えて衣装の準備に余念がない。そこへオリガの許婚であるレンスキーと、その友人オネーギンが遊びに来る。子供っぽさの残るタチヤーナは、快活で有能なオネーギンを紹介されると、その場で好きになってしまう。その晩、タチヤーナは自分の思いを長文の手紙に綴り、乳母に託してオネーギンへ届けさせる。

### 第2幕
タチヤーナの誕生パーティーは、祝いを述べる大勢の客で賑わっている。レンスキーとオネーギンも参加していたが、オネーギンは純真なタチヤーナの手紙に苛立っており、冷たい態度を取る。さらに手紙を彼女の目の前で破り捨ててしまい、その上オリガの歓心を惹こうとする。それを見たレンスキーは怒り、オネーギンに決闘を申し込んだ。最初は冗談のつもりでレンスキーを宥めていたオネーギンは、レンスキーの強い調子に引きずられ、承諾してしまう。やがてタチヤーナの見ている夜の公園で2人は撃ち合いをし、レンスキーは死ぬ。

### 第3幕
それから数年。親友を撃ち殺したオネーギンは良心の呵責に悩み、社交界に虚しさを感じて外国を放浪していたが、ようやく故郷のサンクトペテルブルクに戻ってきた。グレーミン侯爵家で久々にパーティに参加すると、成長して侯爵夫人となっていたタチヤーナと再会する。ぎこちなく挨拶をするが、タチヤーナは冷たく答えるのみだった。このときオネーギンは自分がタチヤーナを愛していたことに気づく。そしてある晩、オネーギンは侯爵宅を訪れ、タチヤーナの私室で愛を打ち明けるが…。

## 動画
- 『オネーギン』第3幕・侯爵とタチヤーナのパ・ド・ドゥ （ヒューストン・バレエ団）

## 現状
1967年の小さな改訂を経て、『オネーギン』はシュトゥットガルトの看板作品となった。特に1969年の米国巡演ではニューヨークのメトロポリタン歌劇場公演で喝采を浴び、西ドイツ（当時）の田舎バレエ団であったシュトゥットガルトの国際的な地名度を一気に高めることになった。1971年にはソ連での公演も実現した。しかし、ロシアの観客はプーシキンの解釈が十分でないとして、作品そのものに対してはやや冷淡だったという。
1973年のクランコの死後はジョン・クランコ協会が作品を管理しており、これまでに英国ロイヤル・バレエ団、パリ・オペラ座バレエ団などの有名バレエ団がライセンスを得てこの作品を上演している。日本では2010年に東京バレエ団が上演権を獲得した。